# In-vitro-Maturation
In-vitro-Maturation ist eine Form der In-vitro-Fertilisation, bei der die Reifung von Eizellen in der Petrischale erfolgt. Diese Methode stellt eine schonende Alternative zur sonst notwendigen hormonellen Stimulation dar. Häufig wird bei Hormonstörungen ein Polyzystisches Ovar-Syndrom (PCOS) festgestellt. In diesem Fall wird die In-vitro-Maturation (IVM) als Behandlungsmöglichkeit zur Anwendung gebracht.

## Ablauf
Der Arzt entnimmt zunächst mehrere Eizellen, um sie im Reagenzglas nachreifen zu lassen. Sind sie herangereift, bringt er sie mit dem Samen des Mannes zusammen, um die Befruchtung herbeizuführen. Die im Reagenzglas entstandenen Embryonen setzt der Arzt nun in die Gebärmutter der Frau ein. Alternativ können die Samenzellen wie bei der ICSI auch direkt in die Eizelle gespritzt werden, um die Chancen auf eine Schwangerschaft zu erhöhen. Dies ist vor allem dann sinnvoll, wenn die Spermienqualität eingeschränkt ist. 
Dieser Eingriff ist sehr neu und gilt noch als experimentelles Verfahren. Weil die IVM recht aufwendig ist, geht sie mit hohen Kosten einher. Die Erfolgschancen sind im Vergleich mit anderen reproduktionsmedizinischen Verfahren allerdings recht gering: Bei 10 bis 15 Prozent der behandelten Frauen tritt nach einem Behandlungszyklus eine Schwangerschaft ein.